# Bouvardia
Bouvardia es un género de plantas con flores del orden Gentianales de la familia de las Rubiaceae. El género tiene 30 especies de hierbas y arbustos perennes, nativos de América tropical.

## Descripción
La planta alcanza 60-150 cm de altura, con hojas opuestas o en conjunto de 3-5, ovadas a lanceoladas con 3-11 cm de longitud. Las flores son terminales, generalmente en racimos. la corola es tubular con cuatro lóbulos. Las flores son de diferentes colores en las especies, son de color blanco, amarillo, rosa y rojo.

## Taxonomía
El género fue descrito por Richard Anthony Salisbury y publicado en The Paradisus Londinensis sub pl. 88. 1807.
Etimología
Bouvardia: nombre genérico nombrado en honor de Charles Bouvard (1572-1658), médico de Luis XIII de Francia, y superintendente del Jardin du Roi en París.

## Especies más conocidas
- Bouvardia bicolor
- Bouvardia glaberrima
- Bouvardia longiflora (Cav.) Kunth - Flor de San Juan[4] (en México)
- Bouvardia pallida
- Bouvardia ternifolia
- Bouvardia triphylla